# Cerura liturata
Cerura liturata là một loài bướm đêm thuộc họ Notodontidae. Nó được tìm thấy ở Oriental Tropics to Sundaland.
Ấu trùng ăn các loài Flacourtiaceae, Populus và Terminalia.